# Schönach
Schönach är ett vattendrag i Österrike.   Det ligger i förbundslandet Tyrolen, i den västra delen av landet, 300 km väster om huvudstaden Wien.
Trakten runt Schönach består i huvudsak av gräsmarker. Runt Schönach är det ganska glesbefolkat, med 42 invånare per kvadratkilometer.